# Centre Pro Natura de Champ-Pittet

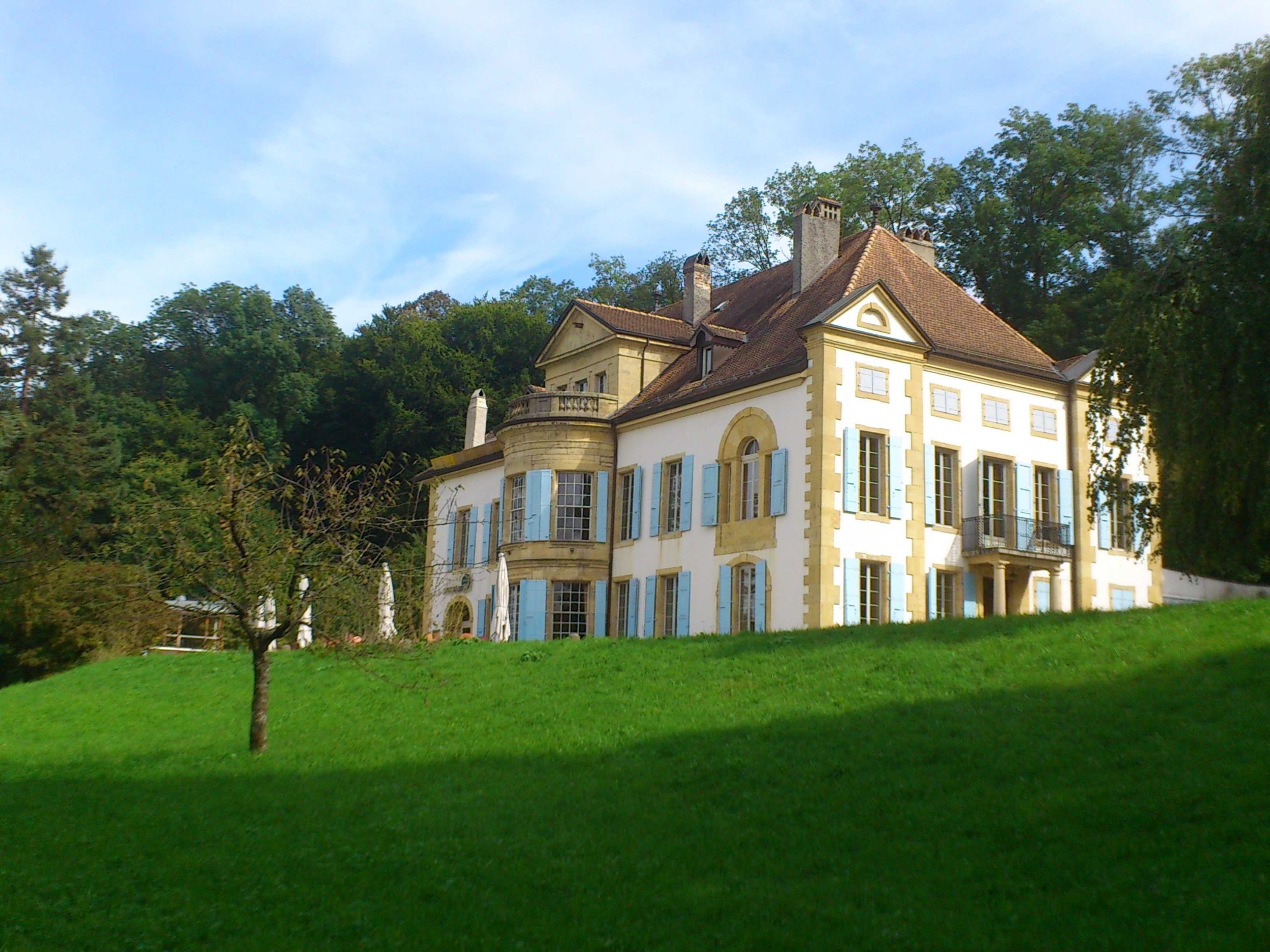
Le château de Champ-Pittet.

Le Centre Pro Natura de Champ-Pittet est un centre d'information sur la protection de la nature de Pro Natura. Il est situé à Cheseaux-Noréaz, au bord du lac de Neuchâtel, dans le domaine du château de Champ-Pittet, au cœur de la Grande Cariçaie, le plus grand marais lacustre de Suisse. Il accueille également le siège suisse-romand de Pro Natura.

## Localisation
Le centre de Champ-Pittet se situe à l'est d'Yverdon-les-Bains, sur la commune de Cheseaux-Noréaz, à proximité du lac de Neuchâtel. Depuis 1984, il occupe le domaine du château de Champ-Pittet ainsi qu'une partie de terrain formée de marais et roselières appartenant à la Grande Cariçaie.
Le site est desservi par un arrêt sur la ligne CFF Yverdon - Fribourg.

## Histoire du site
Le château de Champ-Pittet a été construit en 1791. L'association Pro-Natura rachète le domaine en 1979 ainsi que le vaste terrain fait de roseaux et de marais le long de la Grande Cariçaie. Le centre nature est inauguré en 1985, puis en 1991, le siège suisse-romand de Pro Natura est ouvert sur le site.
Le centre a fêté ses 30 ans en 2015.

## Intérêt touristique et pédagogique
Le site présente sur 2 km plusieurs sentiers interprétés (sentier marais, sentier forêts, sentier champêtre) ainsi que des jardins thématiques :
- Le jardin d’antan, légumes cultivés par nos grands-mères, gerbes de fleurs multicolores, herbes aromatiques ;
- Le jardin des sentiments rappelle par ses quatre carrés, les jardins du Moyen Âge, les jardins traditionnels paysans ou encore les jardins marocains ;
- Le jardin des délices, cultures biologiques d’anciennes variétés de fruits et légumes.

Le centre est ouvert au public de mars à novembre et propose des animations et expositions à caractère naturaliste ainsi qu'un espace restauration et des salles de séminaire.
Le sentier du marais permet de rejoindre 2 observatoires ornithologiques dont une tour d'observation permettant de contempler le lac de Neuchâtel. On y observe, au gré des saisons, notamment des Bécassines sourdes ou des marais, des Martins-pêcheurs d'Europe, des Blongios nains, des Butors étoilés, des Râles d'eau, des Panures à moustaches et des Grèbes huppés.

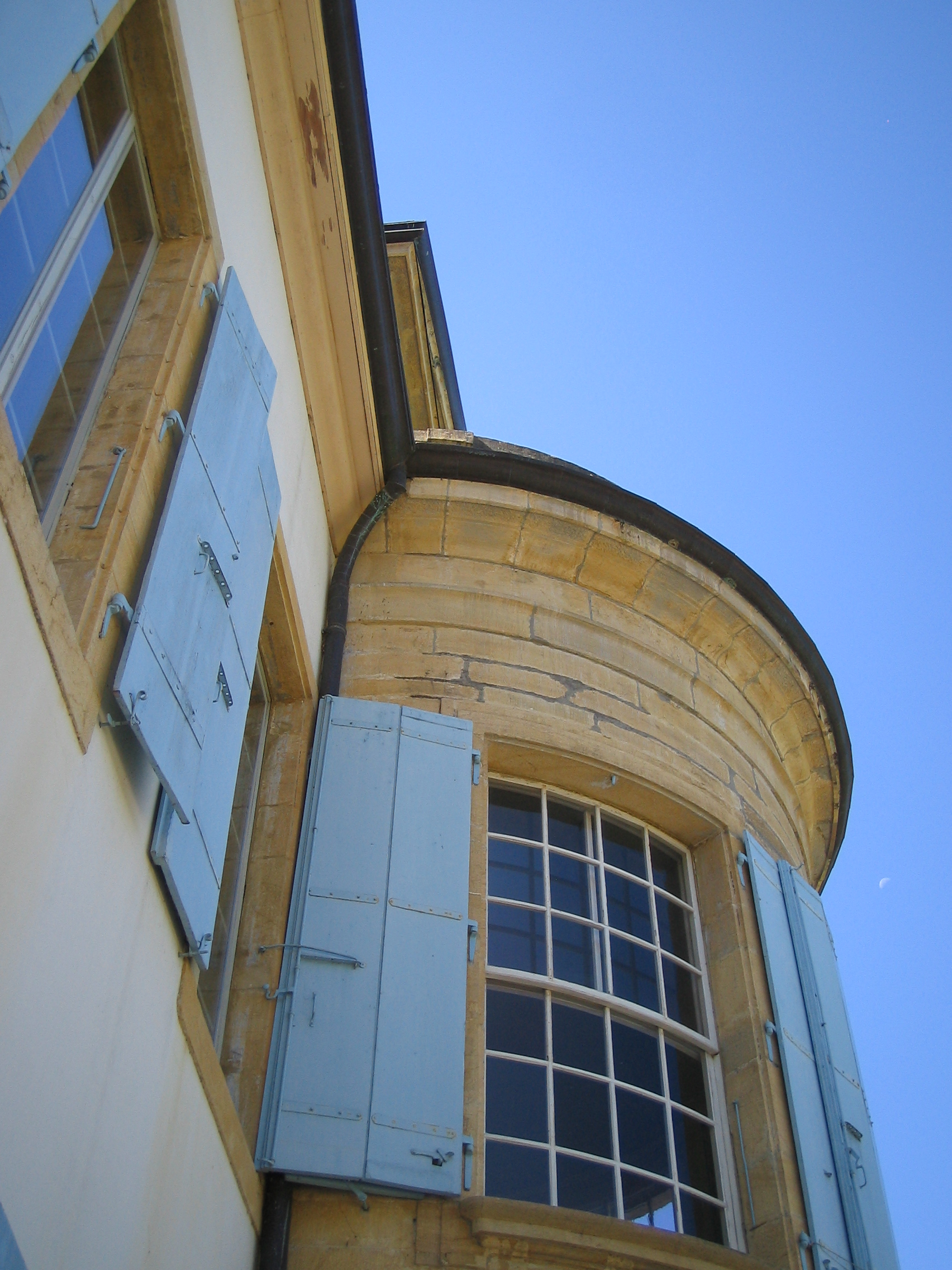
Fenêtre du château.
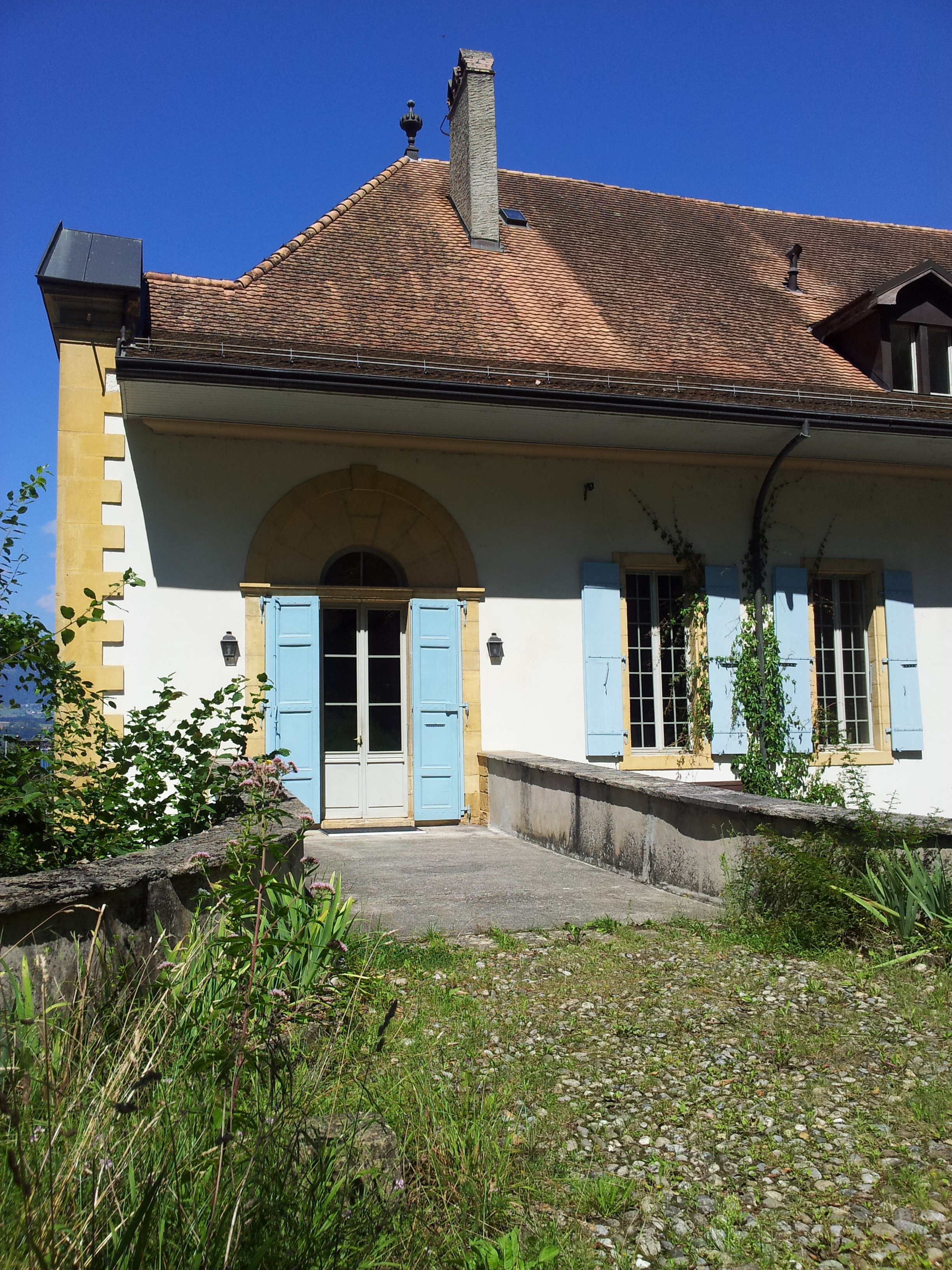
Détail du château.
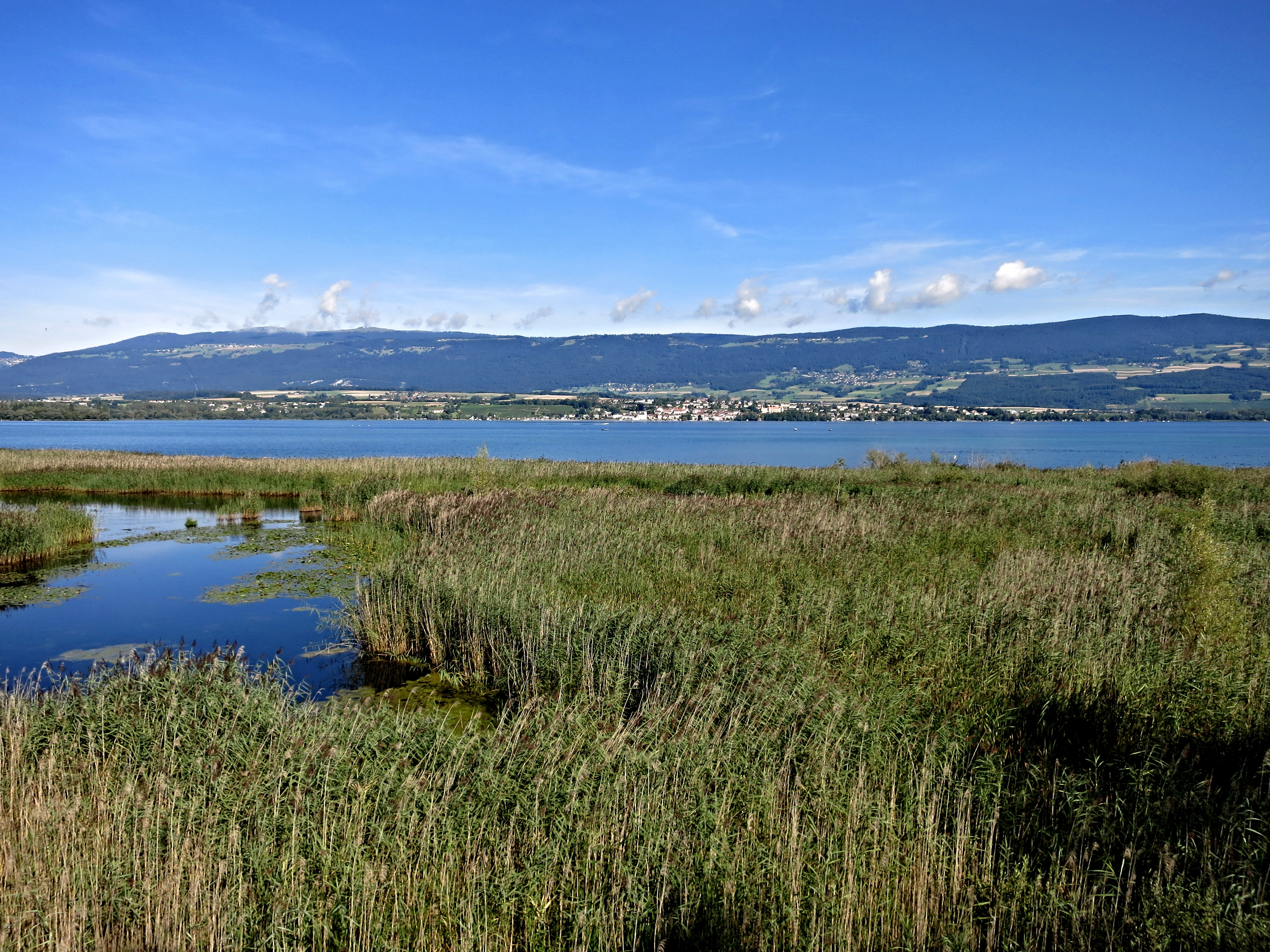
Panorama sur le lac.